# 1610 aux échecs
| Années des échecs : 1607 - 1608 - 1609 - 1610 - 1611 - 1612 - 1613    |
| Décennies des échecs : 1580 - 1590 - 1600 - 1610 - 1620 - 1630 - 1640 |

Cet article présente les faits marquants de l'année 1610 aux échecs.

## Événements majeurs
Création d’un premier club d’échecs à Naples.